# Joachim Metzner
Joachim Metzner (ur. 5 października 1943 w Głubczycach) – filolog, reformator, nauczyciel, wykładowca, 1989-2012 rektor Uniwersytetu Nauk Stosowanych w Kolonii, doctor honoris causa Politechniki Warszawskiej z 2005 roku.

## Życiorys
Studiował literaturę, lingwistykę i teologię. Jego praca doktorska nosi tytuł „Destrukcja osobowości, a koniec świata. Relacje pomiędzy występowaniem [formowaniem się] urojeń, a wyobraźnią literacką". W 1982 został powołany na stanowisko dziekana Wydziału Pedagogiki Społecznej Uniwersytetu w Kolonii. Dwa lata później został prorektorem ds. Nauczania, Studenckich i Reformy Studiów. W latach 1989–2012 sprawował funkcję rektora Uniwersytetu Nauk Stosowanych w Kolonii. Prof. Metzner jest specjalistą w kwestii nauk komputerowych i językowych. Badał dostosowanie języka poleceń maszyny do użytku człowieka. Był zaangażowany w rozwój języka poleceń użytecznych dla dzieci i osób. Niektóre z tych rozwiązań są nadal użyteczne przy rozwoju aplikacji po stronie użytkownika, takie jak przeglądarki sieciowe czy języki programowania (np. JavaScript). Aktywnie uczestniczył w nawiązywaniu współpracy polsko-niemieckiej, za zasługi w tej dziedzinie w 1999 przyznano mu Order Zasługi Rzeczypospolitej Polskiej.
W 2005 otrzymał tytuł doktora honoris causa Politechniki Warszawskiej.

## Stanowiska
- 1982 Dziekan Wydziału Pedagogiki Społecznej Uniwersytetu Kolonii
- 1984 Prorektor ds. Nauczania, Studenckich i Reformy Studiów
- 1989-2012 Rektor Uniwersytetu Nauk Stosowanych w Kolonii
- 1991-2008 przewodniczący Konferencji Rektorów Państwowych (HRK)
- 2014 Przewodniczący Rady Konsultacyjnej Centrum Rozwoju Szkolnictwa Wyższego (CHE)

## Członkostwa
- Członek Zarządu Niemieckiej Służby Wymiany Akademickiej (DAAD)
- Wiceprzewodniczący Konferencji Akademickiej Szkół Wyższych
- 2008 - 2014 członek Komitetu Sterującego „GATE - Germany”
- 2013 członek Rady Uniwersytetu Nauk Stosowanych Kolonii.

## Nagrody, wyróżnienia, odznaczenia
- 1999 Order Zasługi Rzeczypospolitej Polskiej
- 2004 Order Zasługi Republiki Federalnej Niemiec - Federalny Krzyż Zasługi na Wstędze
- 2005 tytuł doktora honoris causa Politechniki Warszawskiej[1]
- 2007 tytuł doktora honoris causa Politechniki Baku – Azerbejdżan
- Order Zasługi Republiki Federalnej Niemiec - Krzyż Zasługi I Klasy (Verdienstkreuz I. Klasse)

## Ważne publikacje
- Klaus Becker i inni (red.): Nauka o praktyce myślenia. Festschrift für Joachima Metzner na 70. urodziny. Hermann Schmidt Verlag Mainz, Moguncja, 2013, ISBN 978-3-935647-62-5